# Tin-Rhassane I
Tin-Rhassane I est une commune située dans le département de Tin-Akoff, dans la province d'Oudalan, région du Sahel, au Burkina Faso.